# Clădirea comandamentului din Târgu Mureș
Clădirea comandamentului (în maghiară Parancsnoksági épület) este o clădire monument istoric cetatea medievală din Târgu Mureș cu arhitectură care conține elemente din Renaștere specifice Transilvaniei. Având inițial destinația de primăria orașului liber regesc Târgu Mureș, în timpul utilizării cetății medievale din localitate de trupele austriece, destinația clădirii a fost schimbată în comandament și după o amplă reconstrucție în stil baroc a căpătat forma actuală. Clădirea a fost renovată între anii 2008-2014 de către Muzeul Județean Mureș și aici funcționează Muzeul de Arheologie și Istorie din Târgu Mureș cu expoziții permanente și temporare de specialitate.

## Istoric
Comandamentul habsburgic din incinta cetății este o clădire cu un etaj al cărei nucleu este alcătuit din două case din secolul al XVII-lea, legate între ele cu o aripă mediană. Din prima construcție, aflată în aripa estică, s-au păstrat doar câteva elemente arhitectonice. În cazul clădirii din partea opusă, datele arheologice și arhitectonice au permis, pe lângă reconstituirea planimetriei inițiale, identificarea funcționalității spațiilor interioare. Aripa vestică a edificiului a găzduit în secolul al XVII-lea primăria orașului. În secolul al XVIII-lea a căpătat planimetria actuală în formă de U datorată intervențiilor habsburgice. Volumetria și aspectul ei s-a definitivat după reabilitarea clădirii din 1877. Din această perioadă datează și salonul ofițerilor de la etajul clădirii unde s-a păstrat pictura murală decorativă originală. În 2018, la inițiativa muzeului, lângă clădirea comandamentului a fost amplasată macheta cetății turnată în bronz și dotată cu inscripționare Braille, fiind utilă pentru o mai bună orientare a turiștilor cu deficiențe de vedere.

## Imagini

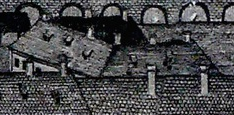
Clădirea comandamentului pe gravura lui István Mikolai Tóth (1822)
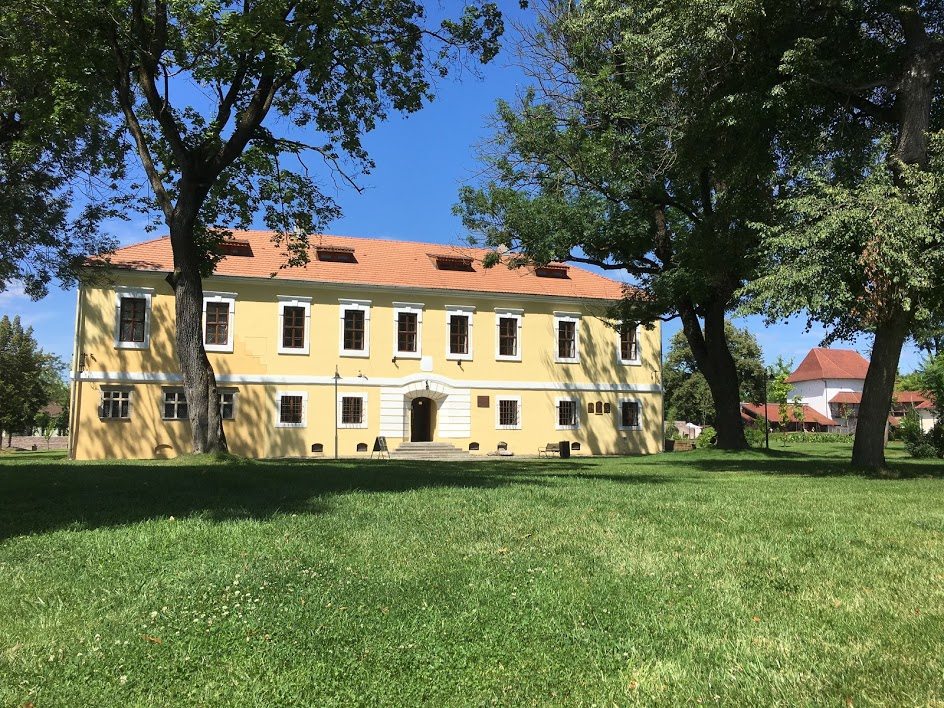
Clădirea comandamentului
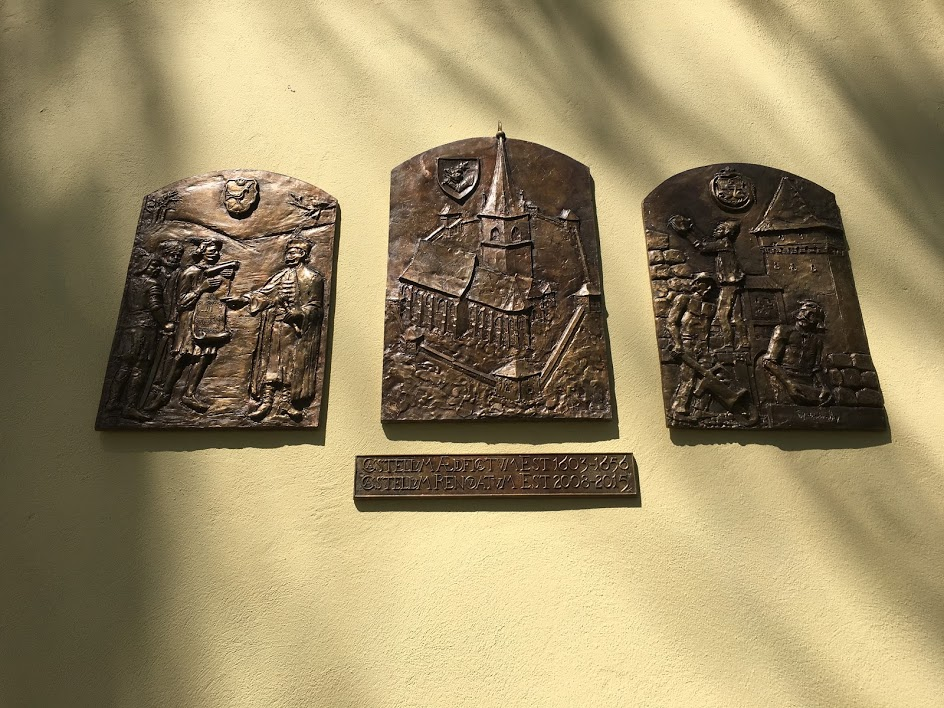
Triptic pe clădirea comandamentului
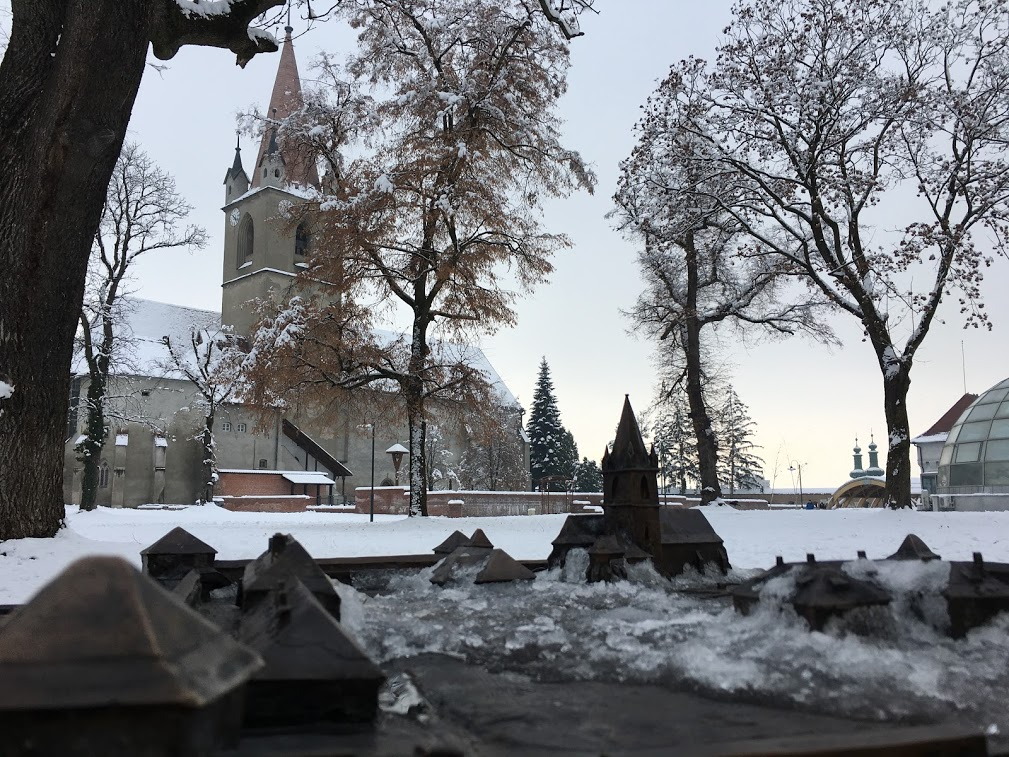
Macheta cetății lângă Muzeul de Istorie